# Јакхо
Јакхо, (грч. Iakkhos, лат. Iacchus) је име бога Бахуса у елеусинским мистеријама.

## Митологија
Најстарији помен имена Јакхо се налази код Херодота, и то у опису поморске битке код Саламине, 480. п. н. е..
Наводно се пре битке, из правца Елеузине подигао облак прашине, а из њега се зачуо одушевљен громогласан поклич. Поклич који је бодрио Грке да крену у јуриш на Персијанце. 
Тај глас је могао бити само глас неког бога, јер је Атика у том тренутку била напуштена и без људи. Одушевљено подврискивање и потстрекавање се на грчком каже „јакхазо“, па је по том узвику тај бог добио име Иакхос, односно Јакхо.
Због сличности са именом, Бакхо, или Бахусом, многи његови поштоваоци су га тако и звали - Бахус и изједначили са тим богом, али не баш у потпуности; док је Дионис или Бахус, према миту био син бога Зевса и његове љубавнице Семеле, Јакхо је сматран сином Зевса и богиње плодности земље, Деметре.
Жена бога Јакхоа је била, Деметринина кћерка Кора Персефона, а према неким старијим митовима Персефона је била жене бога подземног света Хада.

## О Јакху
Грци су поштовали Јакха, нарочито за време одржавања „елеузинских мистерија“. Понекад се његов култ спајао не само са култом Бахуса и Диониса, већ и са култом Загреја и Диониса.
Загреј је сматран сином Зевса и Пересефоне. 
У Атини је Јакхо имао светилишта у којима су се тумачили снови, а неке песме које су се користиле за време елуазинских мистерија је искористио Аристофан у својој комедији Жабе. - 405. п. н. е..